# Aartsbisdom Calabozo
Het aartsbisdom Calabozo (Latijn: Archidioecesis Calabocensis) is een rooms-katholiek aartsbisdom met als zetel Calabozo, in Venezuela. De aartsbisschop van Calabozo is metropoliet van de kerkprovincie Calabozo, waartoe ook de volgende suffragane bisdommen behoren:
- San Fernando de Apure
- Valle de la Pascua

## Geschiedenis
Het aartsbisdom werd opgericht op 7 maart 1863, als het bisdom Calabozo, uit delen van het bisdom Mérida en het aartsbisdom Caracas, en was suffragaan aan het aartsbisdom Caracas. Op 17 juni 1995 werd het verheven tot metropolitaan aartsbisdom. 

## Parochies
Het aartsbisdom had in 2021 een oppervlakte van 27.947 km2 en telde 526.454 inwoners waarvan 71,2% rooms-katholiek was.

## Ordinarii

### Bisschoppen
- Salustiano Crespo (4 augustus 1881 - 12 juli 1888)
- Felipe Neri Sendra (25 september 1891 - 9 mei 1921)
- Arturo Celestino Álvarez (9 mei 1921  - 8 januari 1952; coadjutor sinds 18 december 1919)
- Antonio Ignacio Camargo (8 januari 1952 - 2 september 1957; hulpbisschop sinds 26 november 1947, coadjutor sinds 21 oktober 1949)
- Domingo Roa Pérez (3 oktober 1957 - 16 januari 1961)
- Miguel Antonio Salas Salas (16 januari 1961 - 20 augustus 1979)

### Aartsbisschoppen
- Helímenas de Jesús Rojo Paredes (24 maart 1980 - 27 december 2001)
  - Víctor Manuel Pérez Rojas (hulpbisschop: 9 mei 1998 - 7 november 2001)
- Antonio José López Castillo (27 december 2001 - 22 december 2007)
- Manuel Felipe Díaz Sánchez (10 december 2008 - heden)

## Galerij van afbeeldingen

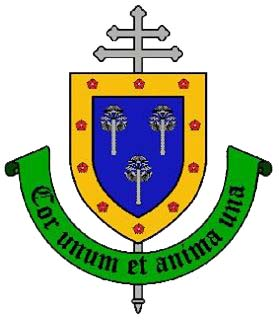
Wapen van het aartsbisdom Calabozo

Calabozo (aartsbisdom) · San Fernando de Apure · Valle de la Pascua